# Martin Harris
Martin Harris (Nueva York, 18 de mayo de 1783–Utah, 10 de julio de 1875) fue un religioso estadounidense, contemporáneo de Joseph Smith en los inicios de Restauración de La Iglesia de Jesucristo de los Santos de los Últimos Días y una de las figuras más destacadas en la publicación del Libro de Mormón. Harris fungió como uno de los Tres Testigos de las planchas Libro de Mormón y ayudó a financiar la primera publicación de libro en 1830. Más tarde ayudó a financiar la publicación del Libro de Mandamientos.

## Biografía
Martin Harris nació en Eastown, Nueva York, el segundo de ocho hijos. Poco se sabe de su infancia. De acuerdo con el historiador estadounidense Ronald W. Walker, «guiado por su personalidad y actividades como adulto, el chico participó de los sólidos valores de su localidad que incluían trabajo, honestidad, educación rudimentaria y temor de Dios». Harris fue un veterano, honorable de dos batallas de la guerra de 1812.
En 1808, Harris contrajo matrimonio con su prima Lucy Harris. Hasta el año 1831, el matriomonio vivió en Palmyra, Nueva York, donde Harris prosperó como granjero y eventualmente llegó a poseer y cultivar más de 320 acres. Los ciudadanos de Palmira lo eligieron superintendente de carreteras entre 1811 y 1829, y fue elegido director de la Sociedad Agrícola de Ontario.
Los vecinos de Harris le consideraban un hombre serio y supersticioso. En una biografía se dice que Harris gozaba de una imaginación «excitable y fecunda», por ejemplo, se dice que Harris una vez imaginó que las sombras producidas por el titileo de un vela era la presencia del diablo intimidando sus labores. Un ministro prebisteriano afirmó que un conocido de Harris le había contado que este había visto a Jesús en la forma de un venado, con quien conversó a lo largo de tres o cuatro kilómetros. Un amigo de Harris lo elogió como «un hombre universalmente estimado por ser honesto» y que su mente estaba «sobresaturada de maravillas» teniendo una reputación alocada por razón de su creencia en visitaciones terrenales de ángeles y fantasmas. Otro conocido dijo, "Martin era un hombre que hacía exactamente lo que te había prometido hacer. Pero, era un hombre popular por visiones de espantos." Algunos residentes de Palmyra por otro lado lo recordaron como un "escéptico" que "no era muy religioso" antes del Libro de Mormón.
Alrededor de 1830, el año de la organización oficial de la iglesia fundada por Joseph Smith, Martin y Lucy Harris se separaron, en parte por su continuo desacuerdo sobre la legitimacidad de Smith y las planchas de oro, en parte por perder su granja como hipoteca para la publicación del Libro de Mormón y en parte por acusaciones de infidelidad y abuso por parte de Martin Harris.
Lucy Harris murió en el verano de 1836, y el 1 de noviembre de 1836, Harris contrajo matrimonio con Caroline Young, la hija de 22 años del hermano de Brigham Young, John Young. A pesar de una diferencia de edades de 31 años, Harris y su nueva esposa eventualmente tuvieron siete hijos.

## Escriba del Libro de Mormón
La familia Smith se mudó al condado de Mánchester en 1816, y a menudo Harris contrataba a Joseph Smith para cosechar maíz. En 1824 Harris contrató a Joseph Smith, padre, para construir un pozo y una cisterna, el mismo año en que Harris afirmó haber escuchado sobre las planchas de oro por primera vez. En otoño de 1827, Martin consintió en ayudar en la traducción financieramente y como escriba.
En febrero de 1828, Harris obtuvo una transcripción de algunos caracteres de las planchas. Llevó los documentos a la ciudad de Nueva York, donde Samuel L. Mitchill y Charles Anthon examinaron los textos. Un periódico local, Morning Courier and Enquirer, informó que Mitchill "miró los grabados, [...] los comparó con los jeroglíficos descubiertos por Champollion en Europa y los consignó como la lengua de un pueblo anteriormente existía en Oriente, pero ahora ya no".
Harris dijo que Anthon le dio un certificado que verificaba la autenticidad de los caracteres, pero que cuando se enteró de que Smith los había recibido de las planchas de un ángel, tomó el certificado y lo destruyó. Anthon, por su parte, dejó relatos escritos en los que parece disociarse de promocionar su autenticidad. El episodio satisfizo las dudas de Harris sobre la autenticidad de las planchas de oro, usando como prueba la Transcripción Anthon.
Al mismo tiempo, la esposa de Harris se oponía continuamente de la colaboración de su esposo con José Smith. Después de traducir 116 páginas del manuscrito, Harris solicitó permiso para llevar el manuscrito a su familia. Después de mostrarle las hojas a Lucy y otros, el manuscrito desapareció. La pérdida de la traducción inicial detuvo temporalmente la traducción de las planchas, y permanentemente reemplazó a Martin Harris como escriba por Oliver Cowdery. A pesar de ello, Harris continuó ayudando a Smith con finanzas hasta la completación de la traducción.

## Testigo del Libro de Mormón
Poco antes de la publicación del Libro de Mormón, Smith indicó que se le había revelado que tres hombres llamados como «testigos especiales» de la existencia de las planchas originales de oro. Harris, Cowdery y un tercero, David Whitmer fueron escogidos como los Tres Testigos y su reporte conjunto de la experiencia como testigos que habrían visto las planchas conjuntamente con un ángel, aparece en cada edición del Libro de Mormón. Alrededor de 1854, diez años después de la muerte de Joseph Smith, Harris afirmó que «ningún hombre me ha oído negar de ninguna manera la veracidad del Libro de Mormón [o] la administración angelical que nos mostró las planchas.»

## Sumo Sacerdote
Harris fue bautizado en los comienzos de la iglesia restaurada por José Smith y el 3 de junio de 1831, en una conferencia de la iglesia en Kirtland (Ohio), Harris fue ordenado al oficio de Sumo Sacerdote, oficio con el cual sirvió como misionero en Pensilvania, Nueva York y regiones circunvecinas. El 17 de febrero de 1834, Harris fue apartado como miembro del Sumo Consejo en Kirtland, en ese entonces, el cuerpo oficial judicial y legislativo de la iglesia. En respuesta a conflictos entre los Santos y los no-mormones en Misuri, Harris se unió a lo que fue denominado el Campamento de Sion con quienes marchó de Kirtland a Misuri. Poco después Harris, Cowdery y Harris ordenaron un grupo de 12 hombres llamados primero el Sumo Consejo Viajante y que eventualmente formarían el quórum de los Doce Apóstoles de la Iglesia SUD. No hay registros de que Harris y Cowdery formaran alguna vez parte como miembros de este quórum.

## Excomunión
En 1837 se alzó una disensión en Kirtland sobre la quiebra del banco de Kirtland. Harris lo condenó como un evento de fraude y estuvo junto con los que por esa razón se separaron de Smith e intentaron reorganizar la iglesia. Guiados por Warren Parrish, los reformadores excomulgaron a Harris y Sidney Rigdon quien se había mudado a Far West, Misuri. La iglesia organizada por Parrish en Kirtland tomó control del Templo de Kirtland y recibió el nombre de La Iglesia de Cristo. En 1839 la Iglesia de Cristo rechazó al Libro de Mormón y consecuentemente partieron sin Harris, quien continuaba testificando de la autenticidad del libro. En 1840 Harris regresó con Joseph Smith y los Santos, quienes se habían mudado a Nauvoo, Illinois.

## Otras religiones
Según residentes de Palmira, Harris anteriormente había cambiado de religión varias veces, aunque el mismo Harris afirmó que nunca se unió a una iglesia antes de convertirse en mormón. Después de la muerte de Joseph Smith en 1844, Harris permaneció en Kirtland y aceptó a James Strang como el nuevo profeta del mormonismo, viajando incluso hasta Inglaterra como misionero de la iglesia de Strang. En 1847, debido a desacuerdos con el liderazgo de la iglesia strangita, Harris regresó prematuramente del extranjero, y aceptó como sucesor a David Whitmer, quien junto con otros apóstoles de Smith fundaron una congregación en Kirtland. En 1851 Harris aceptó otro liderazgo, esta vez de Gladden Bishop, quien se habría nombrado profeta de su congregación, también en Kirtland. En 1855 Martin Harris se unió con el último hermano sobreviviente de Joseph Smith, William Smith, declarando que William era el verdadero sucesor de Joseph Smith. Para la década de 1860, todas estas organizaciones habían declinado o desaparecido. En 1856, la segunda esposa de Harris, Caroline, le dejó para unirse con los Santos en el territorio de Utah, mientras que Martin Harris permaneció en Kirtland dando tours del templo a visitantes y turistas.

## Rebautismo
Ya a una edad avanzada, Harris se quedó destituido de congregaciones en Kirtland. Eventualmente, por razón de su pobreza, Harris aceptó ayuda financiera de miembros de la Iglesia de Jesucristo de los Santos de los Últimos Días, quienes reunieron USD 200 para que pudiera mudarse a Utah en 1870. Martin Harris se bautizó en la iglesia SUD poco después de su arribo, después de lo cual vivió cuatro años y medio antes de fallecer con familiares en Utah. Murió el 10 de junio de 1875 y fue enterrado en Clarkston. En el presente, cada año se presenta una obra teátrica histórica, auspiciado por la Iglesia de Jesucristo de los Santos de los Últimos Días, en honor a Martin Harris en un anfiteatro al aire libre que lleva su nombre con capacidad de 2200 puestos, en el pueblo de Clarkston.